# Conte di Chester

Stemma del conte di Chester: Azure, three garbs or (d'azzurro, ai tre covoni d'oro)

Il titolo di conte di Chester (in inglese Earl of Chester) fu un titolo nobiliare della Parìa d'Inghilterra creato molteplici volte. 
Sin dal 1301, il titolo fu solitamente assegnato ai legittimi eredi del trono d'Inghilterra. Dalla fine del XIV secolo, è stato assegnato solamente in congiunzione con il titolo di principe di Galles.
Nel Medioevo inglese la Contea di Chester fu una delle più potenti.

## Onore di Chester
A partire dalla fine dell'XI secolo, la Contea del Cheshire  fu retta dai potenti conti (Earls o Counts dal franco-normanno) di Chester, i quali possedevano terre in tutta l'Inghilterra, incluso l'Onore di Chester (Honour of Chester).

## Contea palatina di Chester
Verso la fine del XII secolo, i conti avevano raggiunto una posizione di potere come sovrani quasi-principeschi del Cheshire, cosa che portò in seguito  alla costituzione della Contea palatina di Chester.

## Contea palatina reale
La Contea fu assegnata infine a Giovanni di Scozia, conte di Huntingdon, e alla morte di questi nel 1237 fu incamerata dalla Corona. Nel 1246 fu annessa alla Corona. Nel 1254 re Enrico III assegnò la Signoria di Chester, ma non il titolo di conte, a suo figlio Lord Edoardo, che divenne signore di Chester; questi poi, divenuto re Edoardo I, conferì il titolo e le terre della Contea a suo figlio Edoardo, erede al trono e primo principe di Galles inglese.
A quell'epoca, la Contea di Chester consisteva delle due contee Cheshire e Flintshire.
Il controllo di Chester fu decisivo durante le Guerre gallesi (1275–84) che portarono alla conquista del Galles settentrionale da parte dell'Inghilterra di re Edoardo I. Chester serviva come base di supporto, cosicché fu mantenuta l'organizzazione separata di una contea palatina.
Questa situazione si protrasse fino al tempo del re Enrico VIII.
A partire dal 1301, il titolo di conte di Chester fu sempre conferito al principe del Galles.
Per breve tempo, il titolo fu promosso a Principato nel 1398 dal re Riccardo II, ma fu ridotto nuovamente a Contea nel 1399 dal re Enrico IV.
Quando il primogenito del sovrano nasce duca di Cornovaglia, deve essere investito conte di Chester (e principe di Galles).
Il principe Carlo ad esempio, fu creato conte di Chester il 26 luglio 1958, quando fu nominato anche principe di Galles.
La giurisdizione indipendente palatina di Chester sopravvisse fino al tempo del re Enrico VIII (1536), quando la Contea fu sottoposta al controllo diretto della Corona.
Le corti palatine delle Great Sessions e dell'Exchequer sopravvissero fino alle riforme del 1830.
L'importanza della Contea reale di Chester è dimostrata dalla sopravvivenza del Chester Herald, nel College of Arms, per circa seicento anni.
L'incarico, attualmente tenuto da Timothy Hugh Stewart Duke, in passato era nominalmente posto sotto la giurisdizione del Norroy King of Arms.

## Lista dei conti di Chester

### Prima creazione (1067–1070)
- Gerbod il Fiammingo, I conte di Chester

### Seconda creazione (1071)
- 1071–1101 Ugo d'Avranches, I conte di Chester (−1101)[2][3]
- 1101–1120 Richard d'Avranches, II conte di Chester (1094–1120)
- 1120–1129 Ranulph il Meschino, III conte di Chester (–circa 1129)
- 1129–1153 Ranulph de Gernon, IV conte di Chester (–circa 1153)
- 1153–1181 Ugo di Kevelioc, V conte di Chester (1147–1181)
- 1181–1232 Ranulph de Blondeville, VI conte di Chester (circa 1172–1232)
- 1232-1232 Matilda di Chester, contessa di Chester suo jure (1171–1233) (ereditato ottobre 1232 – donazione inter vivos al figlio novembre 1232)
- 1232–1237 Giovanni di Scozia, VII conte di Chester (circa 1207–1237)

(le date sopraindicate sono approssimative)

### Terza creazione (1254)
- Edoardo, signore di Chester, ma privo del titolo di conte (1239–1307) (divenne re Edoardo I nel 1272)

### IV creazione (1264)
- Simon de Montfort, VI conte di Leicester, I conte di Chester (1208–1265) (ceduto nel 1265)

(Non vi è evidenza che Alfonso, figlio primogenito di Edoardo I, sia stato creato conte di Chester, sebbene sia stato titolato in tal maniera)

### V creazione (1301)
- Edoardo di Caernarvon, conte di Chester (1284–1327) (divenne re Edoardo II nel 1307)

### VI creazione (1312)
- Edoardo Plantageneto, conte di Chester (1312–1377) (divenne re Edoardo III nel 1327)

Successivamente, il titolo di conte di Chester fu creato congiuntamente al titolo di principe del Galles. Si veda principe del Galles per i successivi conti di Chester.

## Altri utilizzi
- Earl of Chester era una delle locomotive della Classe GWR 3031, che furono costruite per conto della Great Western Railway tra il 1891 e il 1915.